# Gravitációs tér
A gravitációs tér (nehézségi erőtér vagy helytelenebb szóhasználatban gravitációs mező) egy fizikai modell, ahol minden test hat a körülötte lévő térre, és erővel hat egy másik testre. A gravitációs térrel magyarázzák a gravitációs hatást, melynek mértékegysége newton/kilogramm (N/kg). Az eredeti elmélet szerint a gravitáció két pontszerű tömeg közötti erőhatás.
Isaac Newton után Pierre-Simon de Laplace a gravitációs modellt egy sugárzó térnek képzelte el, de a 19. század óta a gravitációt inkább térnek nevezik, mint pontok közötti hatásnak. A térmodellnél a testek a tömegükkel eltorzítják a téridőt, és ez az eltérítés észlelhető mint erőhatás. A modell szerint a téridő görbültségére adott válaszképpen mozognak a testek, és vagy nincs is gravitációs erő, vagy a gravitáció egy pszeudoerő.

## Klasszikus mechanika
A klasszikus fizikában a tér nem valós dolog, hanem csupán modell, melyet arra használnak, hogy leírhassák a gravitáció hatását. A tér meghatározáshoz Newton törvényeit kell alkalmazni. Így egy M tömeg körüli g gravitációs tér vektortér, mely a test felé mutató vektor minden pontját tartalmazza. A tér bármely pontjában a tér nagysága az erőtörvény  alapján számítható.
Mivel a gravitációs tér konzervatív, egységnyi tömegre (Φ) egy skaláris potenciális energia hat, mely minden pontban a térerővel arányos; ezt gravitációs potenciálnak hívják. 
A gravitációs tér egyenlete:
{\displaystyle \mathbf {g} ={\frac {\mathbf {F} }{m}}=-{\frac {{\rm {d}}^{2}\mathbf {r} }{{\rm {d}}t^{2}}}=-GM{\frac {\mathbf {\hat {r}} }{|\mathbf {r} |^{2}}}=-\nabla \Phi ,}
ahol F  a gravitációs erő, m a tömeg, r a kísérleti tömeg pozíciója, {\displaystyle \mathbf {\hat {r}} } az r irányú egységvektor, t az idő, G a gravitációs állandó és ∇ a nabla operátor.
Ebben az egyenletben benne van Newton gravitációs törvénye, a gravitációs potenciál és a tér gyorsulása közötti kapcsolat.
d2R/dt2, és F/m mind egyenlőek  a g gravitációs gyorsulással, a hasonló matematikai formula mellett; meghatározása a gravitációs erő osztva a tömeggel.
A negatív előjel azt jelzi, hogy az erőhatás a helyvektorral ellentétes.
Az ekvivalens téregyenlet a tömegsűrűséggel (ρ) kifejezve:
{\displaystyle -\nabla \cdot \mathbf {g} =\nabla ^{2}\Phi =4\pi G\rho \!}
mely egyenlet tartalmazza a Gauss-féle gravitációs törvényt és a Poisson-féle egyenletet is.
Newton és Gauss törvényei matematikailag ekvivalensek és összefüggnek a divergenciatétellel (Gauss–Osztrohradszkij-tétel). A Poisson-féle egyenletet úgy kaphatjuk, ha az előző egyenlet mindkét oldala divergenciáját vesszük.
Ezek a klasszikus egyenletek a tesztrészecskére érvényes mozgásra vonatkozó differenciálegyenletek, gravitációs tér jelenlétében. Több részecskére nézve a tér minden egyes részecske körüli tér vektorösszege. Ilyen térben a tárgy egy olyan erőt érzékel, mely egyenlő azon erők összegével, melyet érzékelnek ezekben az egyedi terekben.
Matematikailag kifejezve:
{\displaystyle \mathbf {g} _{j}^{\text{(net)}}=\sum _{i\neq j}\mathbf {g} _{i}={\frac {1}{m_{j}}}\sum _{i\neq j}\mathbf {F} _{i}=-G\sum _{i\neq j}m_{i}{\frac {\mathbf {\hat {r}} _{ij}}{{|\mathbf {r} _{i}-\mathbf {r} _{j}}|^{2}}}=-\sum _{i\neq j}\nabla \Phi _{i}}
azaz az mj tömegre ható gravitációs tér az összes többi mi  tömegre ható gravitációs tér összegével egyenlő, kivéve saját magát mj.
A {\displaystyle \mathbf {\hat {r}} _{ij}} egységvektor az rj − riirányba mutat.

## Általános relativitás
Az általános relativitáselméletnél a gravitációs teret az Einstein-egyenletek megoldása nyújtja:
{\displaystyle \mathbf {G} ={\frac {8\pi G}{c^{4}}}\mathbf {T} .}
Itt T az energia-impulzus tenzor, G az Einstein-tenzor, c pedig a fénysebesség.
Ezek az egyenletek az anyag és energia eloszlásától függnek az adott térben, és ebben különböznek a newtoni gravitációtól, mely csak az anyageloszlástól függ. Az általános relativitáselméletben a terek a téridő görbültségét reprezentálják. 
Newton második törvénye (Newton törvényei) szerint ez azt eredményezi, hogy a tárgy egy pszeudo-erőt (tehetetlenségi erő) érzékel, mely még figyelembe veszi a teret. Ezért érzi egy ember a Földön azt, hogy a gravitációs erő „húzza” le, miközben nyugalomban áll a Föld felszínén.
Általában az általános relativitáselmélet által megjósolt gravitációs tér hatása csak kis mértékben különbözik a klasszikus mechanika állításaitól, de van számos bizonyítható különbség, melyek között a legismertebb a fényelhajlás ténye ilyen terekben.

## Az általánosan elfogadott alaphipotézis
A jelenleg érvényes, elfogadott elmélet szerint a gravitációs tér és az ezzel kapcsolatos gravitációs hullámok Einstein – általános relativitáselméletre vonatkozó – egyenleteinek fizikai interpretációi. A gravitációs hullámot 2015-ben sikerült közvetlenül kimutatni.

## Fordítás
Ez a szócikk részben vagy egészben  a   Gravitational field című angol Wikipédia-szócikk ezen változatának fordításán alapul.  Az eredeti cikk szerkesztőit annak laptörténete sorolja fel. Ez a jelzés csupán a megfogalmazás eredetét és a szerzői jogokat jelzi, nem szolgál a cikkben szereplő információk forrásmegjelöléseként.